# Provincia de Badajshán
Provincia de Badajshán (en persa:ولایت بدخشان, también transcrito Badakhshan) es una de las treinta y cuatro provincias de Afganistán. Está ubicada al noreste del país, entre el Hindu Kush y el Amu Daria. Limita al norte y al este con la región de Alto Badajshán de Tayikistán, al sur con la provincia de Nūristān, al este con la provincia Frontera del Noroeste de Pakistán, al oeste con la provincia de Tahār y al suroeste con la provincia de Panjshīr. Limita también con China a través del corredor de Vaján. Su capital es Fayzābād. Algunas ciudades principales son Eškašem, Handūd, Jurm y Qal'eh-ye Panjeh. Tiene una superficie de 44 059 km².

## Historia
La historia de esta región del noreste de Afganistán, abarcó asperamente las espuelas septentrionales del Hindu Kush y drenó principalmente al río Kokcha. Los glaciares de montaña y los lagos glaciales se encuentran en las elevaciones más altas de la región. 
El nombre Badajshán aparece registrado por primera vez en las escrituras chinas de los siglos VII y VIII DC, antes de que el área fuera gobernada por heftalitas, turcos y árabes. Durante el siglo XIII, después de varios cambios de posesión, una dinastía local reclamaba la descendencia de Alejandro Magno, la cual gobernó hasta que los Timúridas tomaron el control en el siglo XV. En 1584 los uzbekos conquistaron Badajshán, y permanecieron bajo el Reino uzbeko con el título de mir hasta 1822, cuando Morad Beg de Kunduz lo arrasa. En 1859, Badajshán se convirtió en tributario de Kabul, y su autonomía terminó en 1881. Un acuerdo ruso-británico de 1895 delineaba al río Panj como parte de la frontera ruso-afgana que separaba al Badajshán afgano del Badajshán ruso en el Pamir. Después de la Revolución rusa en 1917, la región de Pamir se convirtió en el oblast autónomo de Alto Badajshán, parte de la RSS de Tayikistán. Durante la intervención militar soviética en 1979, las ciudades afganas de Fayzābād y Eškašem fueron capturadas por las guerrillas y en 1980 los soviéticos establecieron un comando militar en Fayzābād.
Badajshán fue la única provincia no ocupada por los talibánes durante el control total del país. Burhanuddin Rabbani, un nativo de la provincia, y Ahmad Shah Masud fueron los últimos remanentes de la Alianza del Norte anti-talibán, en plena cúspide del control talibán en los años 2000 y 2001, y usaron la provincia como su base de operaciones. La provincia presenció la caída talibán cuando la invasión americana concedió a la Alianza del Norte el control del país con la ayuda y asistencia de la milicia aérea americana.

## Geografía
Badajshán hace frontera primeramente con Tayikistán al norte y el este. Un delgado relieve de la provincia, llamado el Corredor Wajan, también se extiende sobre el norte de la ciudad pakistaní Chitral en la frontera con China. La provincia posee una superficie mayor de lo que ocupa las montañas de Hindu Kush y Cordillera del Pamir. 
Badajshán fue un lugar visitado de la antigua Ruta de la Seda por vía terrestre, y China mostró gran interés en la provincia después de la caída del régimen talibán, ayudando en la reconstrucción de caminos e infraestructuras en la provincia, probablemente con un interés en la riqueza minera de la provincia.

### Organización territorial

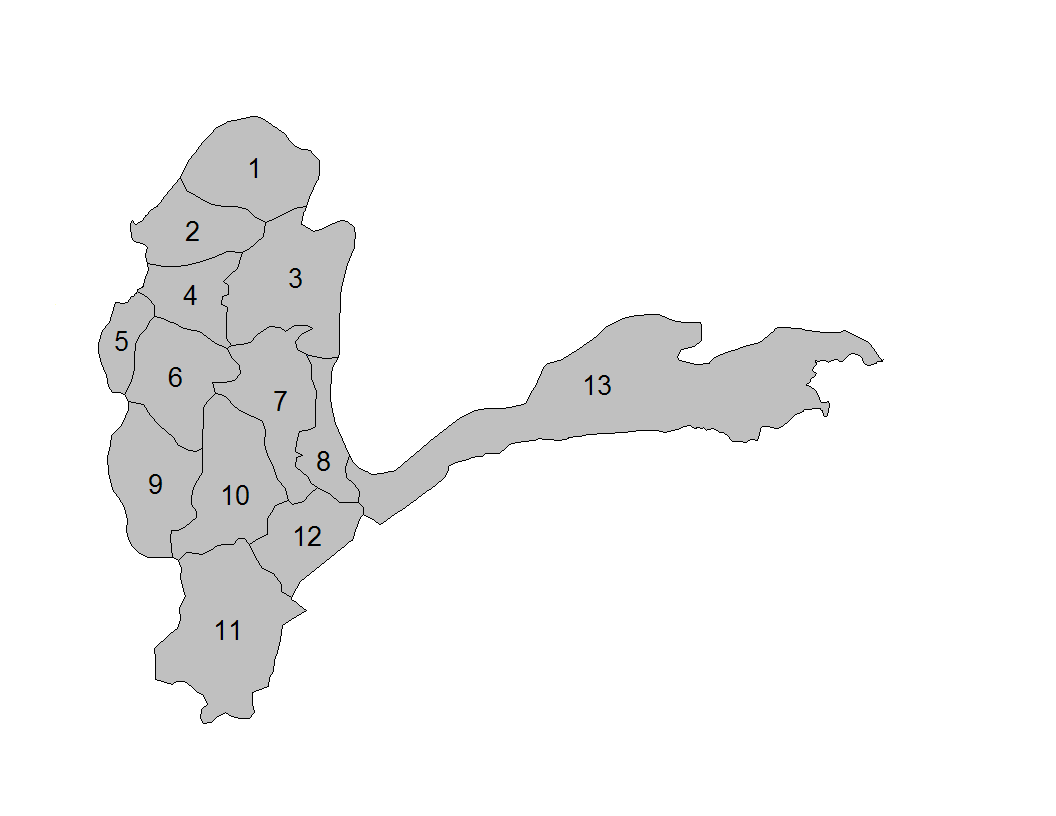
Mapa de los distritos de la Provincia de Badakhshan.

| Distrito        | Mapa # | Capital         | Población | Área | Notas                                          |
| --------------- | ------ | --------------- | --------- | ---- | ---------------------------------------------- |
| Arghanj Juá     | 6      |                 | 12.000    |      | Creado en 2005 dentro del distrito de Fayzabad |
| Argo            | 6      |                 | 45.000    |      | Creado en 2005 dentro del distrito de Fayzabad |
| Baharak         | 7      | Baharak         | 14.000    |      | Subdividido en 2005                            |
| Darayim         | 6      |                 | 65.000    |      | Creado en 2005 dentro del distrito de Fayzabad |
| Darwaz          | 1      |                 | 21.000    |      | Subdividido en 2005                            |
| Darwazi Bala    | 1      |                 | 11.000    |      | Creado en 2005 dentro del distrito de Darwaz   |
| Fayzabad        | 6      | Fayzābād        | 46.000    |      | Subdividido en 2005                            |
| Ishkashim       | 8      | Ishkashim       | 11.000    |      |                                                |
| Jurm            | 10     |                 | 3.000     |      | Subdividido en 2005                            |
| Khash           | 10     |                 | 48.000    |      |                                                |
| Khwahan         | 2      | Khwahan         | 14.000    |      | Subdividido en 2005                            |
| Kishim          | 9      |                 | 63.000    |      | Subdividido en 2005                            |
| Kohistan        | 7      |                 | 12.000    |      | Creado en 2005 dentro del distrito de Baharak  |
| Kuf Ab          | 2      |                 | 16.000    |      | Creado en 2005 dentro del distrito de Khwahan  |
| Kuran wa Munjan | 11     | Kuran wa Munjan | 8.000     |      |                                                |
| Ragh            | 4      | Ragh            | 37.000    |      |                                                |
| Shahri Buzurg   | 5      | Shahri Buzurg   | 42.000    |      |                                                |
| Shighnan        | 3      |                 | 24.000    |      |                                                |
| Shiki           | 6      |                 | 26.000    |      |                                                |
| Shuhada         | 7      |                 | 31.000    |      |                                                |
| Tagab           | 6      |                 | 22,000    |      |                                                |
| Tishkan         | 9      |                 | 23.000    |      | Creado en 2005 dentro del distrito de Kishim   |
| Vaján           | 13     |                 | 13.000    |      |                                                |
| Warduj          | 7      |                 | 17.000    |      |                                                |
| Yaftali Sufla   | 6      |                 | 39.000    |      |                                                |
| Yamgan          | 7      |                 | 20.000    |      |                                                |
| Yawan           | 4      |                 | 27.000    |      |                                                |
| Zebak           | 12     | Zebak           | 7,000     |      |                                                |

## Población
Étnicamente la población es principalmente tayika, también hay uzbekos y una pequeña minoría de kirguises. En acuerdo con la nueva estadística la provincia registra 1.112.227 habitantes para el 2007.
Aunque no hay nada parecido en Afganistán, los residentes de la provincia se afirman en el ismailismo, en vez de los musulmanes sunitas. Las diferencias étnicas y religiosas con la mayoría de los afganos fueron la principal razón por la que la provincia resistió el control de los talibánes.

## Educación
La Universidad de Badajshán está ubicada en Fayzābād, una ciudad que también cuenta con varias escuelas públicas, incluida una escuela sólo para chicas.

## Economía
A pesar de las masivas reservas minerales, Badajshán es una de las áreas más pobres del mundo. El cultivo de la adormidera es la única fuente de ingresos de la provincia, y Badajshán tiene una de las tasas de mortalidad materna más altas del mundo, completando así la escasa infraestructura de salud, sitios inaccesibles y fuertes veranos de la provincia.
La actividad minera reciente se ha centrado en el lapislázuli, con las ganancias de las minas de lapis que se comenzaron a encontrar por tropas de la Alianza del Norte, y que antes lo hicieron los muyahidines. Las recientes inspecciones geológicas han indicado el sitio de depósitos de las piedras preciosas, en particular rubíes y esmeraldas. La explotación de este mineral abundante puede ser la llave de la futura prosperidad del país.

## Fayzābād, la capital
Fayzābād, la capital de Badajshán está situada en el río Kokcha y tiene una población de 44.421 habitantes. Es el principal centro comercial y administrativo del NE de Afganistán y de la región de Pamir, la ciudad también produce arroz y harina de molino. En invierno la ciudad es a veces aislada por una dura capa de nieve. En 1979 fue un foco de guerrillas afganas quienes intentaron repeler la invasión soviética. Fayzābād fue tomada por fuerzas soviéticas en 1980 y se convirtió en guarnición soviética.

## Política
El actual gobernador de la provincia es Munshi Abdul Majid.
Previamente, fue Sayed Amin Tareq.